# Yang Chum Noi (huyện)
Yang Chum Noi (tiếng Thái: ยางชุมน้อย) là một huyện (Amphoe) ở phía bắc của tỉnh Sisaket, đông bắc Thái Lan.

## Địa lý
Các huyện giáp ranh (từ phía đông theo chiều kim đồng hồ) là: Kanthararom, Mueang Sisaket và Rasi Salai của tỉnh Sisaket, Kho Wang của tỉnh Yasothon và Khueang Nai của tỉnh Ubon Ratchathani.

## Lịch sử
Tiểu huyện (King Amphoe) Yang Chum Noi được thành lập ngày 1 tháng 9 năm 1971, khi ba tambon Yang Chum Noi, Khon Kam và Lin Fa được tách ra từ huyện Mueang Sisaket. Ngày 25 tháng 3 năm 1979, đơn vị này được nâng cấp thành huyện.

## Hành chính
Huyện này được chia thành 7 phó huyện (tambon), các đơn vị này lại được chia ra thành 86 làng (muban). Yang Chum Noi là một thị trấn (thesaban tambon) nằm trên một phần của tambon Yang Chum Noi. Có 7 Tổ chức hành chính tambon.
| STT. | Tên            | Tên Thái  | Số làng | Dân số |  |
| ---- | -------------- | --------- | ------- | ------ |  |
| 1.   | Yang Chum Noi  | ยางชุมน้อย  | 10      | 6.119  |  |
| 2.   | Lin Fa         | ลิ้นฟ้า      | 19      | 6.236  |  |
| 3.   | Khon Kam       | คอนกาม    | 14      | 5.795  |  |
| 4.   | Non Khun       | โนนคูณ     | 14      | 6.654  |  |
| 5.   | Kut Mueang Ham | กุดเมืองฮาม | 8       | 3.310  |  |
| 6.   | Bueng Bon      | บึงบอน     | 13      | 5.725  |  |
| 7.   | Yang Chum Yai  | ยางชุมใหญ่  | 8       | 3.152  |  |